# Mellansluten bakre rundad vokal
Mellansluten bakre rundad vokal är en språkljud som i internationella fonetiska alfabetet skrivs med tecknet [o]. Det svenska /å/-ljudets långa variant realiseras som [o]. Det korta /å/ realiseras som [ɔ], en mellanöppen bakre rundad vokal.